# Trieben
Trieben osztrák város Stájerország Liezeni járásában. 2017 januárjában 3395 lakosa volt.

## Elhelyezkedése

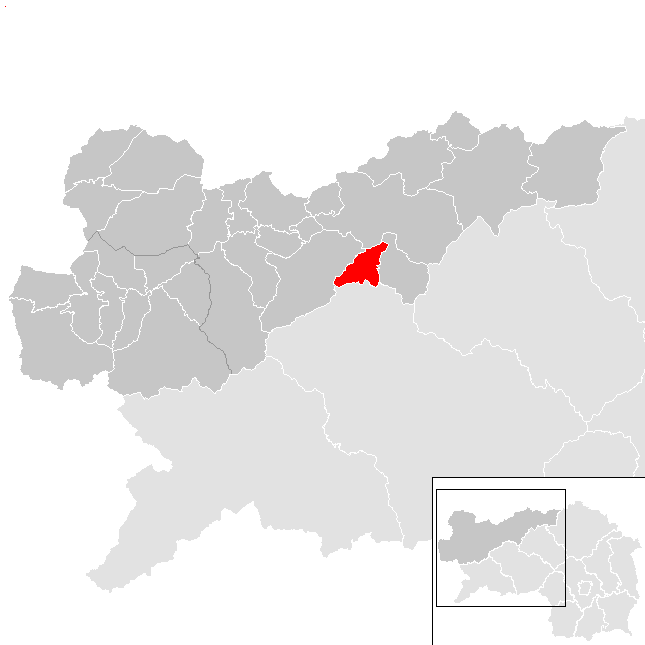
Trieben a Liezeni járásban

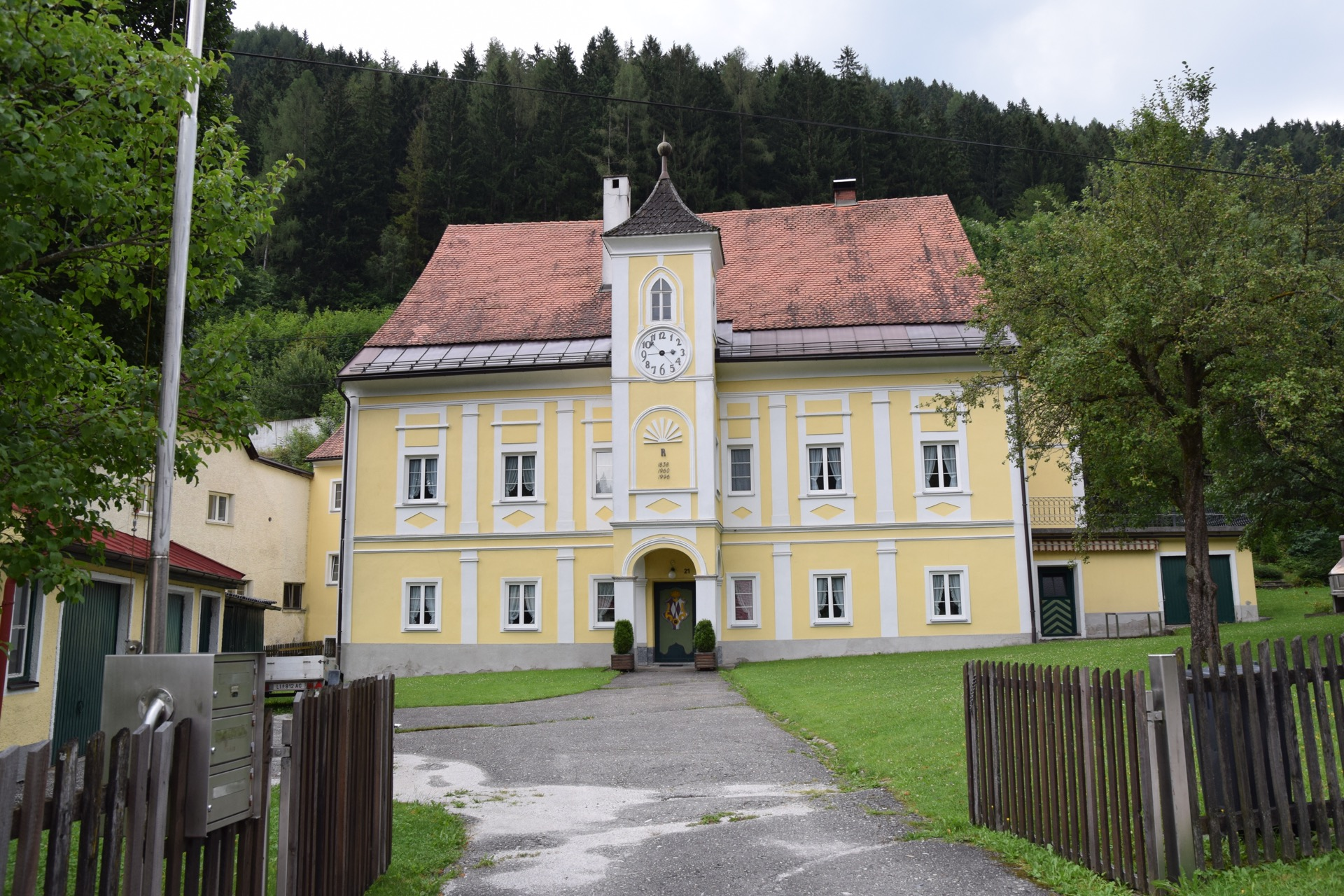
A hámorfelügyelő háza

Trieben Felső-Stájerország északi részén fekszik, a Palten (az Enns jobb mellékfolyója) mentén. Területének nyugati fele a Rottenmanni-, a keleti a Seckaui-Alpokhoz tartozik. Az önkormányzat 4 települést egyesít: Dietmannsdorf bei Trieben (484 lakos), Sankt Lorenzen im Paltental (305), Schwarzenbach (192) és Trieben (2387).
A környező önkormányzatok: északnyugatra Rottenmann, északra Admont, keletre Gaishorn am See, délre Hohentauern.

## Története
A mezőgazdaság mellett már a középkorban fontos szerepet játszott az ipar Trieben gazdasági életében, vashámorát 1553-ban alapították. 1622-ben az admonti kolostor vásárolta meg és egészen 1804-ig az apátok birtokában maradt. Az üzem felügyelőjének háza 1667-ben épült és ma műemléki védettséget élvez. 1872-ben külső befektetők és apátság részvételével bádoghengerlő üzem nyitotta meg kapuit; az 1880-as években a befektetők kivonultak és a kolostor maradt a gyár egyedüli tulajdonosa. 1907-ben a folyó áradása megrongálta a már elavult technológiával dolgozó üzemet és az apátság úgy döntött, hogy nem éri meg rendbehozatni. Ugyanekkor azonban a Veitscher Magnesit AG egy, a szomszédos Hohentauernben kitermelt magnezitet feldolgozó gyárat létesített Triebenben; a 20. században - a MACO ablakszerelvénygyártó üzeme mellett - ez maradt a város legfontosabb iparága.
2008 novemberében kiderült, hogy a városi költségvetés teljesen kaotikussá vált, nem szedték be az adókat, kétszer fizették ki a hitelek kamatát és a költségvetési jelentést manipulálták. Emellett a város 30 millió eurós adósságot halmozott fel. A helyi képviselőtestületet feloszlatták és új választásokat írtak ki. 

## Lakosság
A triebeni önkormányzat területén 2017 januárjában 3395 fő élt. A lakosság szám 1971-ben érte el csúcspontját 4639 fővel, azóta csökkenő tendenciát mutat. 2015-ben a helybeliek 90,2%-a volt osztrák állampolgár; a külföldiek közül 1,3% a régi (2004 előtti), 3,5% az új EU-tagállamokból érkezett. 4,2% a volt Jugoszlávia (Szlovénia és Horvátország nélkül) vagy Törökország, 0,8% egyéb országok polgára. 2001-ben a lakosok 70,9%-a római katolikusnak, 15,1% evangélikusnak, 2,2% mohamedánnak, 11,1% pedig felekezet nélkülinek vallotta magát. Ugyanekkor 12 magyar élt a városban.

## Látnivalók
- a Világgömb a magnezitipar emlékműve és eredetileg az 1958-as brüsszeli világkiállításra készült, 1966-ban került Trieben főterére
- az 1654-ben épült régi fogadó (ma zeneiskola)
- az 1667-ben épült hámorfelügyelői ház
- St. Lorenzen Szt. Lőrinc-plébániatemploma
- Dietmannsdorf Keresztelő Szt. János-temploma

## Testvértelepülések
- Quierschied (Németország)

## Fordítás
- Ez a szócikk részben vagy egészben  a   Trieben című német Wikipédia-szócikk ezen változatának fordításán alapul.  Az eredeti cikk szerkesztőit annak laptörténete sorolja fel. Ez a jelzés csupán a megfogalmazás eredetét és a szerzői jogokat jelzi, nem szolgál a cikkben szereplő információk forrásmegjelöléseként.